# نيفيل سكوت
نيفيل سكوت (بالإنجليزية: Neville Scott) هو عداء المسافات المتوسطة نيوزيلندي، ولد في 25 فبراير 1935 في أشبورتون ‏ في نيوزيلندا، وتوفي في 21 يناير 2005 في أوكلاند في نيوزيلندا.

## وصلات خارجية
- نيفيل سكوت على موقع أوليمبيديا (الإنجليزية)
- نيفيل سكوت على موقع اتحاد ألعاب الكومنولث (مؤرشف) (الإنجليزية)